# 1328

## Události
- bitva u Casselu

## Narození
- 1. dubna – Blanka Francouzská (1328), vévodkyně orleánská, dcera francouzského krále Karla IV. († 8. února 1382)
- 7. května – Ludvík VI. Bavorský, první kurfiřt braniborský († 1365)
- 29. září – Jana z Kentu, matka krále Richarda II. († 7. srpna 1385)
- 21. října – Chung-wu, zakladatel a první císař čínské dynastie Ming († 1398)
- ? – Leopold II. Habsburský, syn rakouského, štýrského a korutanského vévody Oty Veselého († 10. srpna 1344)
- ? – Eleonora Portugalská, královna Aragonie, Valencie, Sardinie, Korsiky a Mallorky († 29. října 1348)

## Úmrtí
- 1. února – Karel IV. Sličný, francouzský král, kmotr českého krále Karla IV. (* 1294)
- 24. července – Isabela Kastilská, královna aragonská, sicilská, valencijská a vévodkyně bretaňská (* 1283)
- 6. srpna – Galeazzo I. Visconti, milánský vládce (* 21. ledna 1277)
- 15. srpna – Jesün Temür, císař říše Jüan a veliký chán mongolské říše (* 1293)
- 12. října – Klemencie Uherská, francouzská a navarrská královna jako manželka Ludvíka X. (* 1293)
- 14. listopadu – Ragibag, císař říše Jüan a veliký chán mongolské říše (* 1320)
- ? — Jan z Montecorvina, italský františkánský misionář (* 1246)

## Hlava státu
- České království – Jan Lucemburský
- Svatá říše římská – Ludvík IV. Bavor x Fridrich Sličný
- Papež – Jan XXII. – Mikuláš V. (vzdoropapež)
- Švédské království – Magnus II.
- Norské království – Magnus VII.
- Dánské království – Valdemar III. Dánský
- Anglické království – Eduard III.
- Francouzské království – Karel IV. Sličný – Filip VI. Valois
- Aragonské království – Alfons IV. Dobrý
- Navarrské království – Karel I. – Johana II.
- Kastilské království – Alfons XI. Spravedlivý
- Portugalské království – Alfons IV. Statečný
- Polské království – Vladislav I. Lokýtek
- Uherské království – Karel I. Robert
- Moskevské knížectví – Ivan I. Kalita
- Osmanská říše – Orhan I.
- Byzantská říše – Andronikos II. Palaiologos – Andronikos III. Palaiologos